# 兵曹 (李氏朝鮮)
兵曹（ピョンジョ）は、朝鮮において、高麗末から李氏朝鮮にかけて置かれた行政機関。軍事を管掌していた。正二品衙門。1392年（太祖元年）に光化門の南に設置され、1894年（高宗31年）の甲午改革で軍務衙門に改称された。六曹の一つ。

## 概要
兵曹は軍事権を握っていたので、騎省、西銓と呼ばれ、官吏の別称は、夏官であった。1389年（恭譲王元年）、李成桂派によって六曹の機構が作られたのがその始まりだが、李朝初期は兵籍を管理する業務を担っていた。1405年（太宗5年）、六曹の機能を強化するため、兵曹にはそれまで承枢府が担っていた軍事権が移行され、国家の軍事機関となったが、1510年（中宗5年）備辺司の設置によって、軍事権を弱体化させられた。
職掌は、武選、軍務、儀衛、郵駅、兵甲、器仗などであった。武選は吏曹の叙任なしで武官を任免することができた。

## 構成
| 官位       | 官職 | 定数 | 備考 |
| ---------- | ---- | ---- | ---- |
| 正二品     | 判書 | 1人  |      |
| 従二品     | 参判 | 1人  |      |
| 正三品堂上 | 参議 | 1人  |      |
| 正三品堂上 | 参知 | 1人  |      |
| 正五品     | 正郎 | 3人  |      |
| 正六品     | 佐郎 | 3人  |      |

- 録事1人、書吏100人、書写1人、庫直7人、大庁直2人、文書直6人、皮帒直4人、房直9人、茶母7人、使令10人、軍士2人